# Штаденські аннали
Штаденські аннали (лат. Annales Stadenses) — аннали написані в XIII ст. латинською мовою, історичний твір абата бенедиктинського монастиря «святої Марії» в місті Штаде, Альберта Штаденського. Збереглися в рукописі XIII ст.. Вказані аннали охоплюють період від початку нашої ери (н. е.) Різдва Христового (Р. Х.) до 1256 р. Альберт широко використовував хроніку Беди Преподібного і Фрутольфа з продовженням Екехарда з Аури англ. Ekkehard of Aura (до 1105 р.). Запозичені були численні відомості з найрізноманітніших джерел, у тому числі з хронік Адама Бременського і Гельмольда з Босау. Аннали містять важливі відомості з історії Священної Римської імперії та сусідніх країн у XII—XIII столітті.

## Цікаві факти про історію Русі
Згідно зазначених анналів у 1112 р. дочка графа Штаденського Леопольда Ода була видана за руського короля Святослава Ярославича з династії Рюриковичів Київської Русі. Після його смерті вона була змушена тікати з Русі. Закопавши скарби в землю, вона разом з сином Вартіславом повернулася до Саксонії. Потім, однак, Вартіслав був покликаний на князювання «в Русь» полабських слов'ян, став родоначальником династії Грифичів (див. розділ «Археологія та антропологія» в «Украни»).

## Видання
- Annales Stadenses auctore M. Alberto / I. M. Lappenberg // MGH, SS, XVI, 1859, p. 271[2]—379[3]. (нім.)
- Альберт Штаденский. Штаденские анналы / пер. М. Б. Свердлова // Латиноязычные источники по истории Древней Руси. Германия. Середина XII- середина XIII в. — М. Институт истории АН СССР, 1990. (рос.)